# Ulf Bengtsson (ämbetsman)
Ulf Bengt Carsten Bengtsson, född 21 augusti 1956, är en svensk ämbetsman. 
Ulf Bengtsson är filosofie licentiat i statskunskap vid Göteborgs universitet. Han har tidigare arbetat på Finansdepartementets budgetavdelning, från 1998 som departementsråd och från 2003 som budgetchef. Han var generaldirektör för Försvarsmakten 2008-2012 och för Arbetsgivarverket 2012-2015. Den 1 augusti 2015 tillträdde han som riksrevisor. Han begärde i samband med Riksrevisionsaffären entledigande den 31 augusti 2016.
Han har även arbetat på Riksrevisionsverket samt varit ledamot av råden för Ekonomistyrningsverket och för Statskontoret.